# Římskokatolická farnost Staré Město pod Landštejnem
Římskokatolická farnost Staré Město pod Landštejnem je územním společenstvím římských katolíků v rámci jindřichohradeckého vikariátu českobudějovické diecéze.

## O farnosti
Kostel ve Starém Městě je pozdně gotický z konce 15. století. Místní farnost původně spadala do území pasovské diecéze, do jejího děkanátu Zwettl. Od roku 1668 začaly být vedeny matriky. V letech 1940–1945 byla farnost spravována z biskupství St. Pölten. V současné době nemá vlastního duchovního správce, a je spravována ex currendo z Nové Bystřice.

## Seznam správců farnosti
- 1948 - 31. 7. 1950 P. Jan Drmota

- 1. 8. 1950 - 31. 10. 1950 P. Jan Trpák ( administrátor excurrendo pro Klášter )

| Kostel                         | Místo                       | Bohoslužba             | Bohoslužba             | Poznámka     |
| ------------------------------ | --------------------------- | ---------------------- | ---------------------- | ------------ |
| Kaple sv. Terezie z Lisieux    | Dobrotín                    | neslouží se pravidelně | neslouží se pravidelně | obecní kaple |
| Kaple                          | Landštejn - hrad            | neslouží se pravidelně | neslouží se pravidelně | hradní kaple |
| Kaple sv. Jana Křtitele        | Pomezí                      | neslouží se pravidelně | neslouží se pravidelně | obecní kaple |
| Kostel Nanebevzetí Panny Marie | Staré Město pod Landštejnem | neděle                 | 12.00                  | farní kostel |
| Kaple                          | Veclov                      | neslouží se pravidelně | neslouží se pravidelně | obecní kaple |